# IntelliCAD
IntelliCAD — система автоматизированного проектирования, разрабатываемая международным консорциумом IntelliCAD Technology Consortium (ITC).
Целью данного консорциума является разработка DWG-совместимой платформы IntelliCAD. Компании — участники консорциума «надстраивают» и адаптируют платформу, а также занимаются рекламой и продажей системы под собственными торговыми марками. Консорциум тесно сотрудничает с некоммерческой организацией Open Design Alliance, которой была выполнена обратная разработка формата DWG.

## Особенности IntelliCAD и систем на её основе
- Форматы файлов DWG и DXF используются в качестве основного «рабочего» формата файлов
- Полная совместимость с интерфейсом и средствами адаптации AutoCAD: командной строкой, меню, штриховками, шрифтами и т. п.
- Язык разработки пользовательских приложений Lisp полностью совместим с диалектом AutoLISP, используемым в AutoCAD
- В некоторых программах на базе IntelliCAD используются также другие средства разработки приложений, аналогичные VBA и ARX в AutoCAD.

## Достоинства систем на базе IntelliCAD
- Цена. Стоимость продуктов на базе IntelliCAD составляет от 15 % до 40 % стоимости AutoCAD LT (от 10 % до 20 % стоимости полной версии AutoCAD) (Следует отметить, что, в то же время, для тех пользователей, которым необходимо только 2D-проектирование, существуют бесплатные CAD-системы).
- Интерфейс программ на базе IntelliCAD в той или иной степени повторяет интерфейс AutoCAD.
- Совместимость со средствами адаптации и с пользовательскими приложениями, написанными на AutoLISP, существенно облегчает миграцию пользователей AutoCAD.
- По сравнению с AutoCAD LT системы на базе IntelliCAD обладают некоторыми преимуществами (адаптация с помощью встроенных языков программирования (Lisp, VBA), возможность трехмерного моделирования и т. п.).

## Недостатки систем на базе IntelliCAD
- Ограниченная совместимость с оригинальным форматом файлов DWG фирмы Autodesk.

Чаще всего проблемы совместимости возникают в случае, если файл был создан в одном из вертикальных приложений на базе AutoCAD и содержит специфические элементы. Такие же проблемы возникают и с AutoCAD, с собственными вертикальными приложениями если нет objectarx enabler.
Обмениваться данными между AutoCAD и IntelliCAD следует с некоторой осторожностью, если при создание файла использовались вертикальные приложения.

## Версии IntelliCAD
- IntelliCAD 98 (апрель 1998) — первая версия программы, выпущенная компанией Visio Corporation
- IntelliCAD 99 Beta (сентябрь 1999) — выпущен компанией Visio Corporation для создания организации IntelliCAD Technology Consortium
- IntelliCAD 2000 (март 2000) — первая рабочая версия программы, выпущенная IntelliCAD Technology Consortium
- IntelliCAD 2001 (май 2001) — сделан ряд улучшений, добавлены новые возможности, такие как поддержка типов линий AutoCAD и др.
- IntelliCAD 2001 v3.3 (июль 2002) — добавлена поддержка Windows XP
- IntelliCAD 4 (март 2003) — Сделан ряд улучшений, добавлены новые возможности
- IntelliCAD 5 (октябрь 2004)- добавлена поддержка формата файлов DWG 2004
- IntelliCAD 5.1 (январь 2005) — очередной релиз, внесены незначительные изменения
- IntelliCAD 6.0 (май 2005) — добавлены новые возможности, такие как поддержка таблицы стилей печати AutoCAD и др.
- IntelliCAD 6.1 (сентябрь 2005) сделан ряд улучшений, добавлены новые возможности, например улучшено качество рендеринга
- IntelliCAD 6.2 (апрель 2006) — добавлена поддержка True Color, сделан ряд улучшений
- IntelliCAD 6.3 (март 2007) — добавлена поддержка формата файлов DWG 2007
- IntelliCAD 6.4 (август 2007) — улучшена поддержка формата файлов DWG 2007 (добавлена поддержка специфических объектов AutoCAD 2008)
- IntelliCAD 6.5 (июль 2008) — улучшена производительность, расширена поддержка файлов изображений, добавлена проверка орфографии, локализация интерфейса (10 языков кроме английского).
- IntelliCAD 6.6 (октябрь 2009)[2] — первый предварительный релиз версии 6.6. Содержит многочисленные исправления ошибок.

Ожидается, что версия 6.6 будет последней из линейки 6.х.

### IntelliCAD 7
В настоящее ведётся разработка IntelliCAD 7.x с полностью переработанной архитектурой.
- 9 февраля 2010 года выпущена вторая бета-версия[3].
- 23 марта 2011 года выпущена третья бета-версия[4].
- 10 июня 2011 года выпущен IntelliCAD 7.0[5].

### IntelliCAD 8
13 июня 2014 года Intellicad выпустила 64-разрядные и 32-разрядные версии IntelliCAD 8.0, которые позволяют открывать, сохранять и создавать файлы *.dwg, включая последний формат файлов 2014 г. Новые функции включают состояния слоев, фильтры слоев с поиском, прозрачность слоев и замораживание окон, пользовательские файлы menu.cui, быстрый выбор элементов, трехмерные орбиты, дополнительные параметры сетки, импорт файлов Collada (.dae), сжатое растровое изображение, сжатое MrSID MG4, и многое другое.
IntelliCAD 8.0 включает в себя несколько усовершенствований API, в том числе обновления Teigha® Open Design Alliance (ODA) версии 3.9.1 и поддержку VBA 7.1.
Члены ITC теперь имеют доступ к исходному коду для расширенных компонентов рендеринга и обработки изображений.

### IntelliCAD 9
IntelliCAD 9.0  это версия, которая включает в себя множество новых функций и улучшений, включая встроенную поддержку открытия, редактирования и сохранения файлов *.dwg 2018.
IntelliCAD 9.0 повышает производительность во многих областях, с наиболее заметным увеличением скорости при сохранении файлов. Теперь только изменения сохраняются в файлы *.dwg, что обеспечивает исключительную скорость, особенно для больших файлов *.dwg, которые содержат только несколько изменений. Некоторые проблемы, связанные с запуском IntelliCAD в Fall Creators 2017 Microsoft® Windows® 10, также были исправлены. Новые функции можно найти практически в каждой области IntelliCAD. Отобразите механические элементы, прикрепите файлы облаков точек *.rcp /*.rcs и экспортируйте их в .pdf, используя гораздо больше параметров, чем раньше. Нарисуйте строительные линии. Рисуйте и изменяйте трехмерные сетки с помощью нового инструмента Facet Modeler для легких трехмерных рисунков. Используйте камеру для просмотра рисунков. Добавить столбцы в многострочный текст. Используйте новые экспресс-инструменты для блоков, внешних ссылок, текста и редактирования. Сбросьте размерный текст и переназначите размерный текст. И многое другое
Для версий продуктов IntelliCAD, которые работают с файлами BIM, пользователи теперь могут прикреплять файлы *.rvt /*.rfa; снимать, разбирать и контролировать отображение категорий, подсказок и представлений в прикрепленных файлах *.rvt /*.rfa; импортировать .ifc файлы как архитектурные элементы; Вы также можете нарисовать элементы AEC, такие как стены, окна, двери, проемы и плиты. Были представлены новые интерфейсные инструменты и средства, такие как полноэкранное меню запуска, с предварительным просмотром файлов, полноэкранный режим, новый инструмент - палитра инструментов.
На настоящее время последней версией программы является IntelliCAD 9.2A.

## IntelliCAD на российском рынкеСАПР
Количество продуктов на базе IntelliCAD весьма велико. Здесь перечислены системы, активно продвигаемые на российском рынке.
- ActCAD - ActCAD LLC USA разрабатывает программное обеспечение 2D / 3D CAD с функциями BIM на основе новейшего процессора IntelliCAD 9.2A[6]. Отличное соотношение цены и качества. Русскоязычный интерфейс (75%)
- BtoCAD — система автоматизированного проектирования, поддерживающая порядка 85% функций AutoCAD. Продукт не разрабатывался с 2009 года.
- CADian — 2D&3D система автоматизированного проектирования на базе IntelliCAD. Более 30 модулей. Компания CADianGlobal Ltd. (Корея)
- Carlson Software — программы для горного дела, изысканий, проектирования объектов инфраструктуры на базе IntelliCAD.
- InfrasoftCAD — Российская 2- и 3-мерная САПР.
- GstarCAD[англ.] — быстрая и стабильная платформа САПР из Китая. Возможность интеграции российских приложений. GstarCAD больше не является членом ITC. В 2016 и 2019[7][8] годах ITC подала в суд на Gstar за нарушение прав интеллектуальной собственности.
- ProgeCAD[англ.] — Итальянская САПР. Примечательна наличием бесплатной версии ProgeCAD Smart! (для некоммерческого использования). Бесплатная версия для некоммерческого использования.
- ZWCAD[англ.] — 2- и 3-мерная САПР компании ZwCAD Software Co., Ltd (Китай).